# Galesong
Galesong är en ort i Indonesien.   Den ligger i provinsen Sulawesi Selatan, i den centrala delen av landet, 1 400 km öster om huvudstaden Jakarta. Galesong ligger 12 meter över havet och antalet invånare är 83 050.
Terrängen runt Galesong är mycket platt. Havet är nära Galesong åt nordväst. Runt Galesong är det mycket tätbefolkat, med 1 056 invånare per kvadratkilometer. Det finns inga andra samhällen i närheten. Omgivningarna runt Galesong är en mosaik av jordbruksmark och naturlig växtlighet.